# Zweckbewegung (Ausdruck)
Als Zweckbewegung bezeichnet man in der Ausdruckspsychologie jene Bewegungsanteile einer aktiven organismischen Bewegung, die zweckhaft und zielgerichtet sind. Sie dienen dem Zweck, die Umwelt gezielt zu verändern oder den Körper zweckhaft zu bewegen.

## Beispiel für Zweckbewegungen
- ein Griff in ein Bücherregal, um von dort ein Buch herauszunehmen
- eine handwerkliche Tätigkeit, das Eindrehen einer Schraube
- die zum Mund geführte Tasse Kaffee

## Zweckbewegungen und Kommunikation
Zweckbewegungen sind nicht kommunikativ. Ihnen kann aber stets auch Information entnommen werden:
- über den Zweck
- über den Zustand, in dem sich der Mensch befindet
  - gesundheitlich
  - motivational
  - physiologisch

Ältere oder erschöpfte Personen führen eine Zweckbewegung anders aus als unerfahrene und motivierte Personen. Handwerkliche Tätigkeiten werden von Profis sehr viel geschickter und zielstrebiger, vor allem aufwandsärmer ausgeführt. Die Beobachtung der Zweckbewegung ist sehr informativ.

## Zweckbewegung und Ausdrucksbewegung
Menschen führen Bewegungen nicht isoliert aus. Im Verhalten jeder Person kombinieren sich Ausdrucksbewegungen und Zweckbewegungen miteinander. Die Trennung beider Bewegungsformen ist deshalb oft nur mit der Unterscheidung von Varianzanteilen am Gesamtverhalten möglich.
Die Zweckbewegung grenzt sich gegenüber der Ausdrucksbewegung ab, weil letztere keinem Zweck folgt, sondern reine Begleiterscheinung eines psychischen Geschehens ist. Ausdrücke wie Lachen oder Weinen sind nicht zweckhaft und sie werden auch dann gezeigt, wenn die Person allein ist und sich niemand in der Nähe befindet, der mit diesen Ausdrücken beeinflusst werden könnte.